# 赤城山

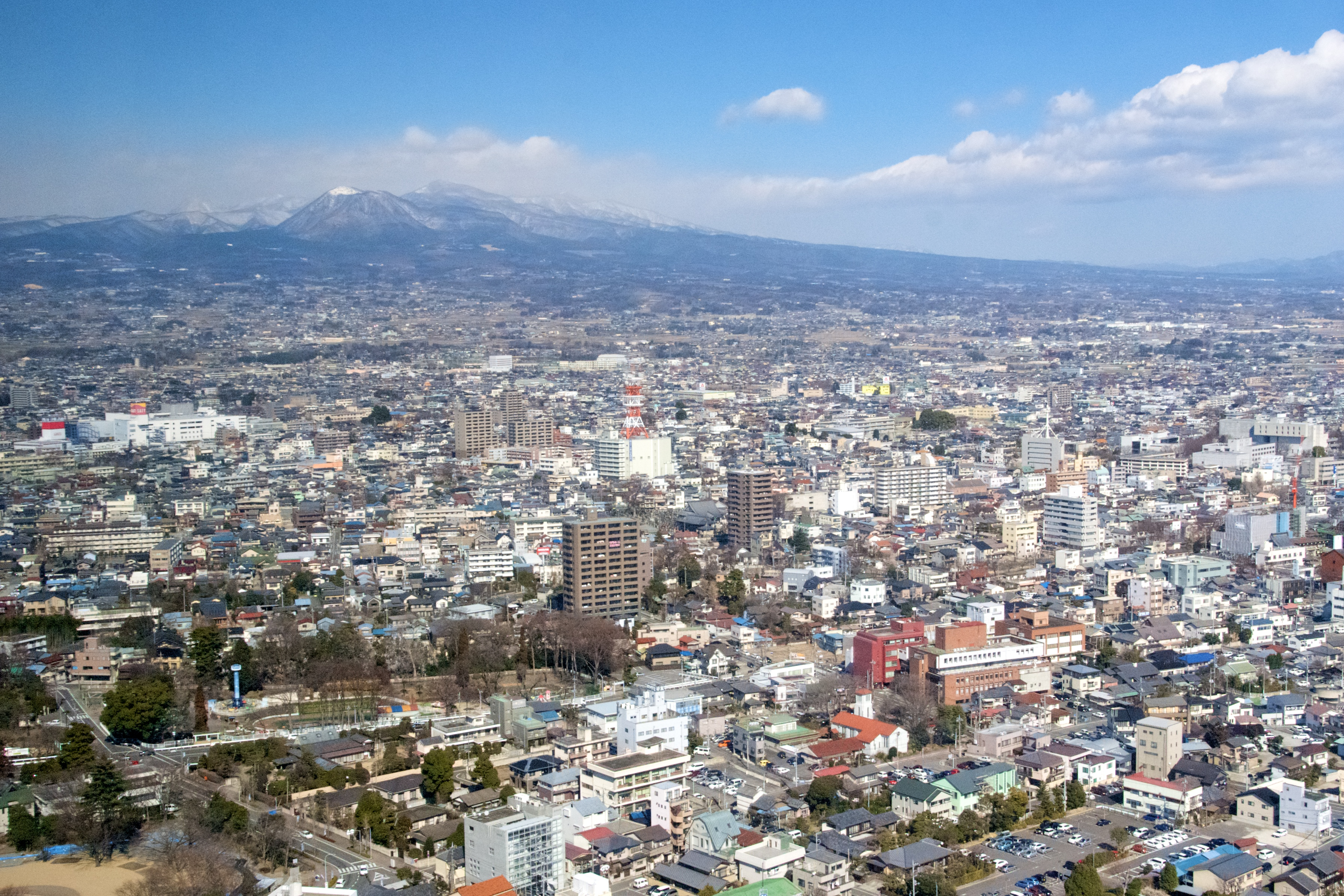
南西（前橋市・群馬県庁舎）より望む赤城山と前橋市街

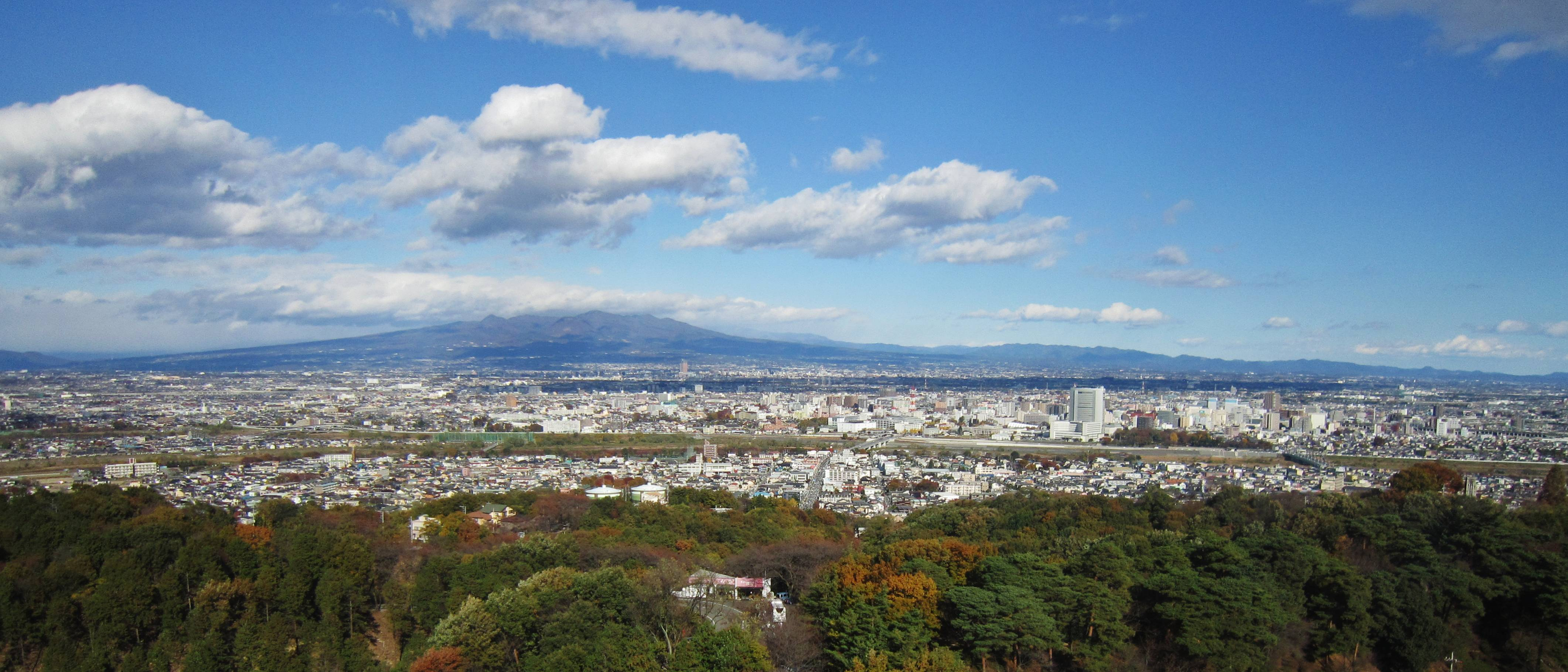
南西（高崎市・高崎白衣大観音）より望む赤城山と高崎・前橋市街

赤城山（あかぎやま/あかぎさん）は、群馬県の北東部に位置する山域の総称。カルデラ湖を伴う成層火山である。

## 概要
地形としてはひとつの火山体ではあるが、名称として「赤城山」と呼ぶ単体の峰はなく、複数の山頂を持つ連山の総称として用いられる。
最高峰の黒檜（くろび）山を筆頭に、駒ケ岳、地蔵岳、鈴ヶ岳など標高1800mから1200mの峰々が取り囲んで円頂を構成し、その中央部のカルデラにはカルデラ湖の大沼や湿原の覚満淵、火口湖の小沼（こぬま、この）がある。裾野の径が約25kmに及ぶ大きな山体を形成する複成火山で、円頂の外側は標高約800mまでは広く緩やかな裾野の高原台地をなしている。裾野の大きさは、約35kmの富士山に次ぐ日本で2番目の規模である。
山岳信仰の対象ともされ、関東一円に約300社の赤城神社が分布している。赤城神社の本宮と推測される社は複数存在するが、このうち赤城山の中には黒檜山の山腹（三夜沢）と大沼の湖畔（大洞）の二社がある。
榛名山、妙義山と並び、上毛三山の一つに数えられている。また、日本百名山、日本百景の一つにも選ばれている。中腹にパノラマ展望台がある。

## 山名

### 古名「クロホ」
奈良時代に編纂された『万葉集』では、巻14の東歌に「加美都家野久路保乃禰呂乃久受葉我多」（かみつけの　くろほのねろの　くずはがた）と詠まれている。「くろほのねろ」（くろほの嶺）が赤城山、「くずはがた」は山上の大沼を指すとされる。「クロホ」は黒い雷雲が沸き起こる山容を描写した表現と考えられている。この古称は、現代では赤城山外輪山で最高峰の「黒檜山」や、赤城山南東の「黒保根村」（合併により桐生市黒保根）の名に継承されている。

### 「アカギ」の初出
平安時代の『続日本後紀』巻8には、承和6年（西暦839年）6月に「赤城神」に従五位下の神階が授けられたとあり、これが「赤城」の史料上の初出である。以来、『日本三代実録』（901年）や『延喜式神名帳』（927年）にも「赤城神」が記載されている。鎌倉時代には、『金槐和歌集』（1213年）収録の源実朝の和歌に「上野の勢多の赤城」が詠まれている。『吾妻鏡』建長3年条には「赤木嶽」とある。

### 「アカギ」の語源に関する諸説
「アカギ」の語源は不明である。さまざまな説がある。
豊城入彦命関連説
- 上野国の豪族上毛野氏が、族祖を「キの国」出身とし、豊木入日子命（豊城入彦命）を始祖と称した。「豊」は「城（き）」の美称で、「赤」も「城」の美称であり、「赤城山」となった。[2]

- 「古老の伝ふるところによると、往古豊城尊が此の山に登山せられ、東国を治らすべく国見せられたとき、其の裾野が長く張つて、国原遠く開らけてゐる風光を御覧せられて宣り曰く、「善き哉これ吾が城なり」と、「吾が城と仰せられたことが伝へ伝はりて「アカギ」と訛り、「赤城」と書くやうになつたと伝へてゐる。」[7]

赤色説
- 山が赤く見えることから「あかき」山。[2]
- 上野国・赤城山と下野国・二荒山が、それぞれ大ムカデと大蛇に化身して争った[注釈 5]。最終的に、二荒山大蛇に加勢した者が放った矢によって流血し、山全体が赤く染まった[8][9][10][11]。
- 赤城山は全山がほぼ落葉広葉樹であり、秋の紅葉では全山が赤くなる[8]。
- 「ツツジの開花期には全山茜色でうずめられるので、赤城山というのは「茜山」に由来するのであると東歌より引用して某教授は話された」[12]
- 「一説には日本武尊の東征のとき、この山に拠つて反抗した夷賊を火攻めにしたところ、全山火につゝまれあたかも赤い城のように見えたことから赤城と呼んだようにも伝えている。」[13]

その他
- 「アカ」は仏教の「閼伽」（聖浄な水、功徳水）を指し、「キ」は「器」のことで、「アカキ」は「高貴な水の湧く処」を意味する[8]。
- 「アカ」は「火の神」、「ギ」は森・神社を指す[8]。

### 「やま」か「さん」か
「赤城山」の読みは「あかぎやま」・「あかぎさん」の2通りがあり、いくつかの事典・辞書では2通りの読みを併記している。
国土地理院では、地図表記上「山」は「さん」と読むと規定しており、「あかぎさん」と表記していた。群馬県庁のある前橋市周辺では「あかぎやま」と呼ばれて親しまれていたため、県庁側が国土地理院に異議を申し立て「あかぎやま」への改称を求めた。国土地理院はこれを受け入れ、表記を「あかぎやま」に改めた。
赤城山周辺にいくつかある「赤城山」という地名は、江戸時代の入会地が宮内庁管轄の御料地を経て1950年代頃に大字となったとき初めて付けられたもので、すべて「あかぎさん」と読む。地名の呼び方は「やま」と「さん」が混在しているともされる。
やま
1947年（昭和22年）に誕生した群馬県の郷土かるたである「上毛かるた」の読み札に『裾野は長し赤城山（あかぎやま）』とあるように、群馬県民の間では「あかぎやま」と呼ばれ、親しまれている。地元の道路案内標識での表記は「赤城山 Mt.Akagi」のほかは、「赤城山 Akagiyama」または「赤城山 Mt.Akagiyama」である。また、昭和時代の郷土力士である赤城山晃（藤岡市出身）の四股名の読み方も「あかぎやま」である。
「やま」とする主な文献
- 『日本歴史地名大系』（平凡社、1987年） - 「あかぎさんともいい」とする[2]。
- 『角川日本地名大辞典』（角川書店、1988年）[17]
- 『日本山名事典』（三省堂、2004年）- 「あかぎやま（さん）」と併記[9]
- 『群馬新百科事典』（上毛新聞社、2008年）[18]
- 『新日本山岳誌』（日本山岳会、2016年）- 「あかぎやま（さん）」と併記[4]。
- 『分県登山ガイド10群馬県の山』（山と渓谷社、2016年）[19]
- 『ぐんま百名山』（上毛新聞社、2016年）[20]

さん
国土地理院ウェブサイト内「日本の主な山岳標高」の山の紹介では「あかぎさん」を第一とし、「あかぎやま」は備考として扱われている。また、気象庁ウェブサイト内にある赤城山のページにおいても、振り仮名は「あかぎさん」である。
古い時代の文献としては赤城神社の社務所が1911年（明治44年）に発行した旅行ガイドブック『赤城山名勝案内』がある。その第2版として1912年（明治45年）に発行した『赤城山案内』では、「あかぎさん」と振り仮名を振っていた。
日本酒の銘柄である「赤城山」の蔵元である近藤酒造のウェブサイトを参照すると、ウェブサイトおよびメールアドレスのドメイン名は「akagisan」となっている。講談社発行の『日本酒・本格焼酎・泡盛銘柄コレクション』では「あかぎさん」と振り仮名が振られている。
「さん」とする主な文献
- 『世界山岳百科事典』（山と渓谷社、1971年）[25]
- 『郷土資料事典』（人文社、1991年）[10]

## 地形
赤城山は一つの大きな火山体の名称であり、同名の峰は存在していない。
- 黒檜山 (1828m) - 赤城山の最高峰 - くろびさん
- 駒ヶ岳 (1685m) - 赤城山の第二高峰 - 外輪山 - こまがたけ
- 地蔵岳 (1674m) - 赤城山の第三高峰 - 溶岩ドーム、山頂に複数の通信施設 - じぞうだけ
- 長七郎山 (1579m) - 赤城山の第四高峰 - 小沼火山の火口縁 - ちょうしちろうさん
- 小地蔵岳 (1574m) - 赤城山の第五高峰 - 小沼火山の一部で、爆裂火口の小沼を囲む火口壁の一部 - こじぞうだけ
- 荒山 (1572m) - 赤城山の第六高峰 - 溶岩ドーム - あらやま
- 鈴ヶ岳 (1565m) - 赤城山の第七高峰- 溶岩ドーム - すずかだけ
- 小沼 (1480m) - タフリング、後カルデラ火山 - こぬま
- 血の池 (1450m) - 水が赤く染まる池 - ちのいけ
- 大沼 (1360m) - カルデラ床に形成された湖 - おおぬま
- 鍋割山 (1332m) - 溶岩ドーム - なべわりやま

| 赤城火山の火山体地形図 |  | 山頂部地形図 |
| 赤城火山の火山体地形図 |  | 山頂部地形図 |

## 火山活動

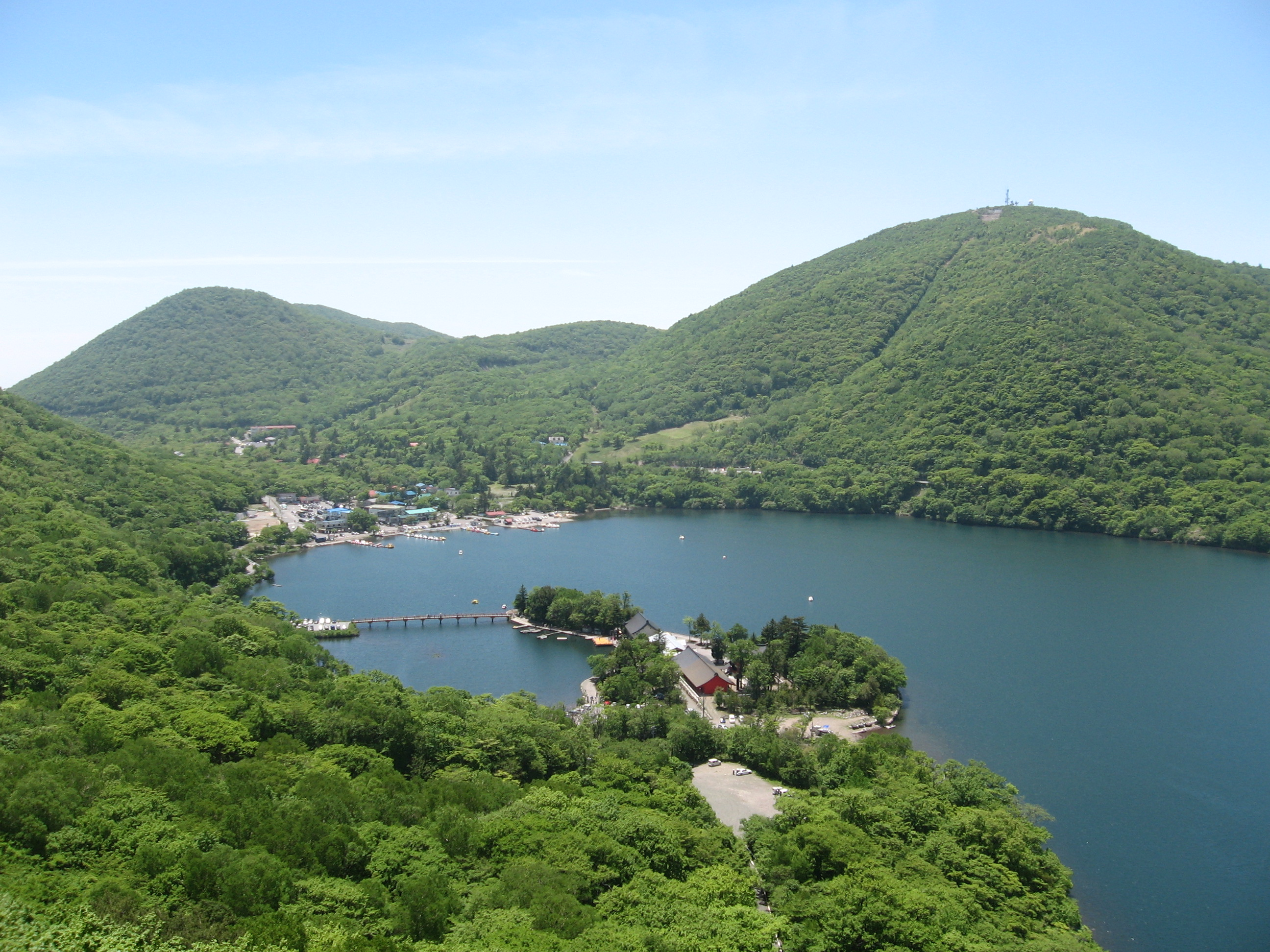
奥に長七郎山と地蔵岳
手前に大沼と赤城神社

### 形成史
赤城山の形成はいくつかの時期に分けられる。古期成層火山形成期、新期成層火山形成期、中央火口丘形成期である。

#### 古期成層火山形成期
約50万年前、足尾山地と古利根川の間の低湿地、柏崎千葉構造線の群馬県東部部分（利根川構造線）の割れ目で火山活動が開始される。安山岩質（Sio2 54 - 60%）の溶岩とスコリアから成る成層火山を形成した。最大時の標高は2,500m程度と推定される。
約20万年前ごろから二酸化ケイ素の量が増えて溶岩がデイサイト質になり、それに伴い爆発的噴火が多発し、火砕流や山体崩壊による岩屑なだれが山麓に流下して現在の広い山麓を形成した。標高が1,500mほどになったとみられる。
南西側へは赤城橘山岩屑なだれがあり、赤城西側にある孤立丘群（橘山・城山・十二山など）、上毛大橋東側にあるカール状地形を形成した。一説には、前橋市昭和町にある岩神稲荷神社の飛石や敷島公園のお艶が岩はこの岩屑なだれによるものだという。
南東麓側では梨木泥流が発生している。山体崩落に伴う大規模な岩屑なだれであり、大胡・大間々方面へ流れ、伊勢崎市北部（権現山・華蔵寺周辺）まで到達した。
その後、いったん火山活動は休止した。

#### 新期成層火山形成期
約15万年前（または13万年前）ごろ、大規模な爆発を伴って活動が活発化し、山頂部の崩落部を覆うように溶岩ドームが形成された。黒檜山・駒ヶ岳などの部分である。船ヶ丘山はこのときの流出溶岩が固まったものという。
また小黒檜山・荒山・鍋割山・鈴ヶ岳、コフタ山といった溶岩ドームの側火山が形成された。11〜12万年ほど前の鈴ヶ岳などの噴火では西北西へ火砕流が流れた（棚下火砕流）。この火砕流は子持山に止められる形で堆積、利根川を遮って古沼田湖を形成している。なお鈴ヶ岳北西から一帯の谷地域を深山カルデラとしてこの時期陥没したとする説もある。この説では鈴ヶ岳を地蔵岳・小沼火山と同時期に形成された深山カルデラの中央火口丘とみなしている。荒山・鍋割山の噴火は約7万5千年前で、南麓へ大胡火砕流が流れている。

#### 中央火口丘形成期
約4,5万年前には湯の口降下軽石を噴出し、山頂部が大きく陥没、現在の山頂カルデラを形成した。外輪山として残っているのは黒檜山をはじめ、駒ヶ岳、陣笠山、薬師岳、出張山、鍬柄山、鳥居峠である。また、正確な時期は不明だが、カルデラ内部にはカルデラ湖が形成された。
3万年前には鹿沼降下軽石を噴出した。その後、地蔵岳溶岩ドームと小沼タフリング、見晴山が中央火口丘として形成された。これを最後に大規模なプリニー式噴火は途絶えている。
中央火口丘の出現によりカルデラ湖は分割され、中央火口丘北東に大きく広がる古大沼、西側の新坂平湖、南側のオトギの森湖の3つになったが、古大沼・新坂平湖はこれを源流として北西に流れていた沼尾川の侵食によって縮小、新坂平湖は消失、古大沼は現存する大沼と覚満淵（湿原地帯）に分かれた。オトギの森湖も粕川の侵食で消失した。
小沼タフリングには火口に水が溜まり小沼を形成した。当初は現在よりも大きかったが粕川の排水で現在の広さまで縮小している。

### 最新の噴火
「吾妻鏡」の中に「建長三年四月十九日（1251年5月11日）赤木嶽焼」とある（赤木嶽は当時の呼び名）。この記述を根拠に気象庁は活火山に指定しているが、噴火に相当する堆積物は見つかっていない。
カルデラ内にある最新の火山活動地形（同時噴火で形成された小沼タフリング・血の池火口）は、約2万4000年前に形成されたと推定されており、それを榛名山が6世紀に起した噴火で降らせた、榛名伊香保降下軽石が表面を覆っていることから、吾妻鏡の記述は山火事を意味する可能性が高いとされる。南麓の寺の火事のことではないかという説もあり、もし山火事であるとすると、吾妻鏡は「概ね過去1万年以内に噴火した火山」と定義されている活火山に該当する根拠となる資料ではないことになる。
一方で、建長3年の噴火について吾妻鏡以外にも言及する史料が発見されている。三夜沢赤城神社の神官家に伝来した古文書「赤城神社伝来記」のなかに、「建長三年頃、当於呂嶽、春より焼け始め、四月十九日焼出、石砂をふらす事夥しけれ共、当所は無難なり、今赤石平是なり」（於呂嶽は荒山、赤石平は現在の小麦沢）とある。峰岸純夫は、赤城の大穴（大穴川の源頭の沢、3〜4万前の水蒸気爆発の火口跡と推）で小規模な水蒸気爆発がこの建長3年にあった可能性を示している。

## 気候・気象
冬期の関東平野に吹く特有の北風「空っ風」を、群馬県平地部では赤城颪（あかぎおろし）と呼ぶ。この語源は赤城山の方角から吹くため。上毛かるたの読み札には『雷（らい）と空風（からっかぜ） 義理人情』とあり、群馬県を語る上で空っ風の存在は外せない。

## 伝説・伝承

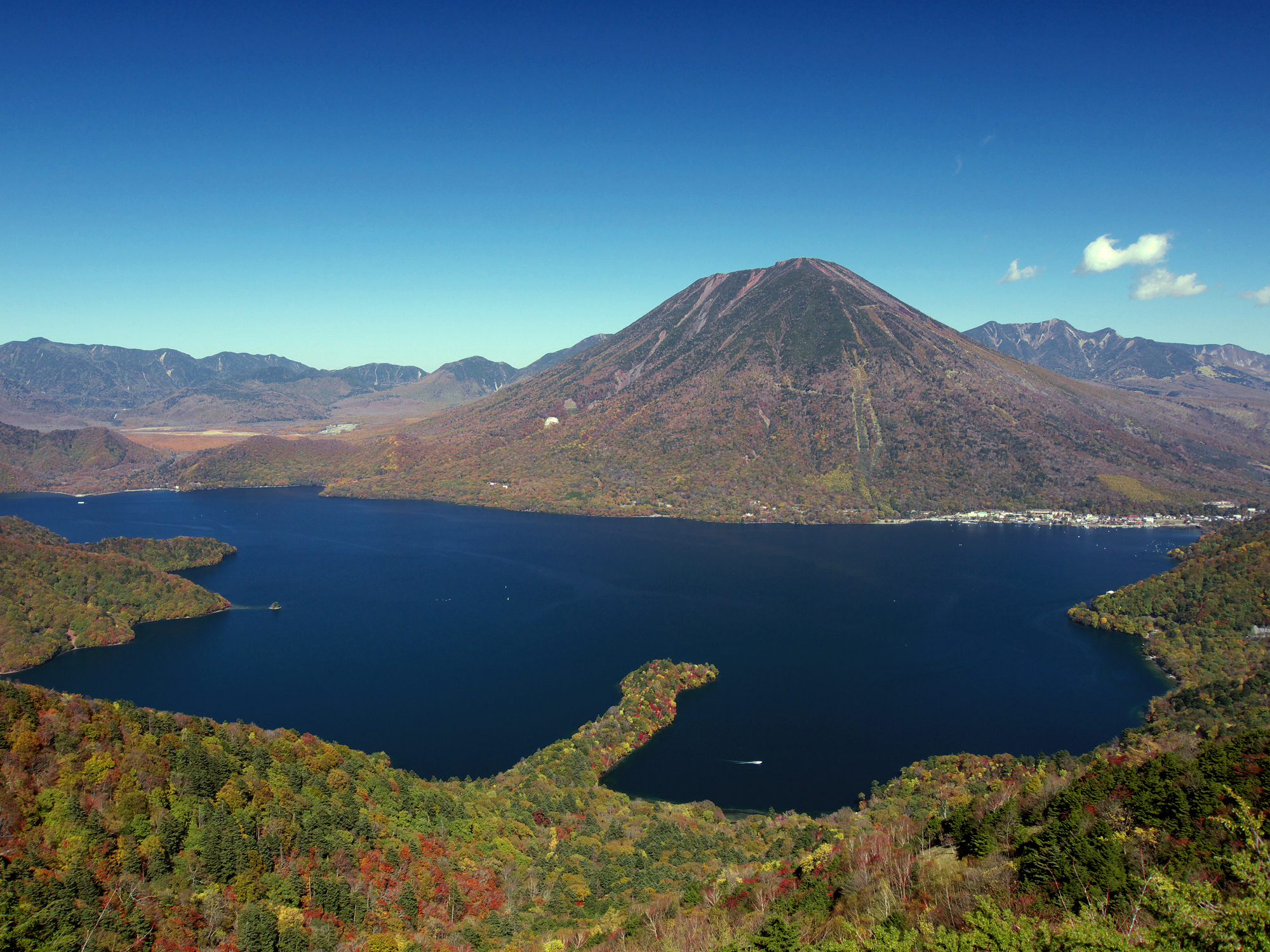
日光・男体山

日光市・男体山の北西麓の戦場ヶ原には、男体山の神と赤城山の神がそれぞれ大蛇と大ムカデになって戦い、男体山の神が勝利をおさめた、という伝説がある。赤城山の北にある老神温泉の地名は、このとき落ち延びた神が追われてやってきたことに由来するといわれ、「アカギ」という山名も神が流した血で赤く染まったことから「赤き」が転じたという説もある。戦場ヶ原で負けた赤城山の神は老神温泉で傷を癒した後に男体山の神を追い返したという。
また、開湯伝説では、赤城山の神が大蛇、男体山の神が大ムカデとなっており、大蛇が勝利したという説になっている。
江戸川沿いにある千葉県流山市には、赤城神社の祀られた小山があり、大洪水の際に赤城山の山体の一部が流れてきたものだ、という伝説がある。「流山」という地名はこれに由来するという。
万葉集においては「賀美都家野 久路保乃祢呂乃 久受葉我多 可奈師家兒良尓 伊夜射可里久母（かみつけの くろほのねろの くずはがた かなしけこらに いやざかりくも）」（十四東歌3412）と詠まれている。

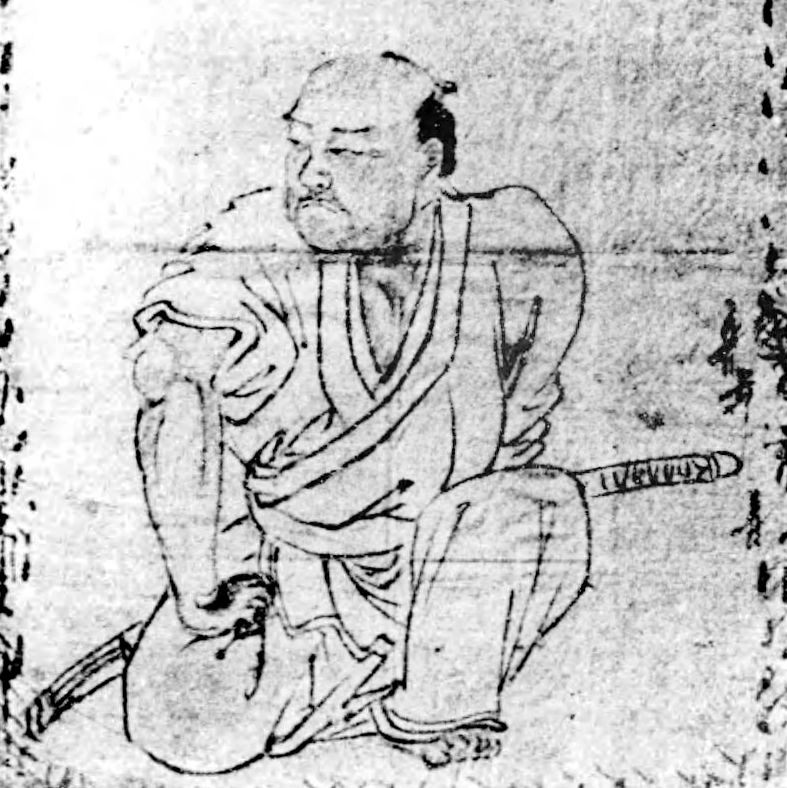
国定忠治

赤城山といえば、上州の侠客・国定忠治で有名であり、明治、大正、昭和初期に講談や新国劇の題材として大人気だった。国定忠治の一節「赤城の山も今宵限り、生まれ故郷の国定村や、縄張りを捨て国を捨て、可愛い乾分（こぶん）の手前（てめえ） たちとも、別れ別れになる首途（かどで）だ。」の台詞で、この山の名前が全国に広がった。忠治に因んでか赤城山の岩穴で賭場が開帳された時代があったが、明治時代に取り締まりの強化で一掃されている。

### 赤城山三姫物語
その昔、第17代天皇履中天皇の時代、高野辺大将家成という公家がいた。ある時、無実の罪で、上野國勢多郡深栖（現前橋市粕川町深津ともいわれる）という山里に流され、そこで、若君一人、姫君三人に恵まれた。
成人した息子は、都へ上り仕官したが、三人の姫たちは深栖で両親と共に暮らしていた。
淵名姫・赤城姫・伊香保姫がそれぞれ十一歳、九歳、七歳の春に、母親が38歳で亡くなってしまい、父家成は、その年の秋に世間の習慣に従って後妻を迎える。
その後、罪を許された家成は、上野国司に任命され任地へ向かうが、三人の娘たちは、それぞれの乳母の元で成長する。継母は、美しく成長した三人の娘を疎ましく思うようになり、弟の更科次郎兼光をそそのかして殺害を計画する。
兼光は、まず姉姫である淵名姫を、利根川の倍屋ヶ淵に沈めて殺してしまう。次女の赤城姫も追われ、赤城山に逃げ込んだところ、赤城の沼の龍神が現れ姫を助けてくれた。姫はその後、龍神を継いで赤城大明神となる。 末の伊香保姫は、伊香保太夫の居城に護られなんとか生きながらえることができた。
事件を知った家成は、慌てて戻るが、時すでに遅く、淵名姫の亡くなった淵で神となった淵名姫と再会し、悲しみのあまりこの淵に入水してしまう。
都で出世していた息子は、この知らせを聞き軍勢を率いて戻り、兼光を殺し、継母らを捕らえるが、仮のも一時は母であったという理由で、殺さずに、継母の出身地・信濃へ追放した。信濃へ戻った継母は、甥を頼るが、甥に捨てられ死んでしまう。この、甥が叔母を捨てた山が、姥捨山と言われている。
事件を収拾させた息子は、淵名姫の死んだ淵に淵名明神の社を立てる。その後、大沼（赤城大沼）の畔で、神となって一羽の鴨の羽に乗った妹、淵名姫・赤城姫と再会する。この鴨が大沼に留まり、島となったのが、現在赤城神社のある小鳥ヶ島である。その後、大沼と小沼の畔に、神社を建て（赤城神社・小沼宮）、神々をお祀りしたと伝わる。
事件後兄は都に戻り、伊香保大夫が国司の後見（代理職）を務めた。現在も赤城山大沼、小鳥ヶ島に建つ赤城神社は「女性の願いがかなう」とされ、たくさんの女性参拝者が訪れている。

## 観光

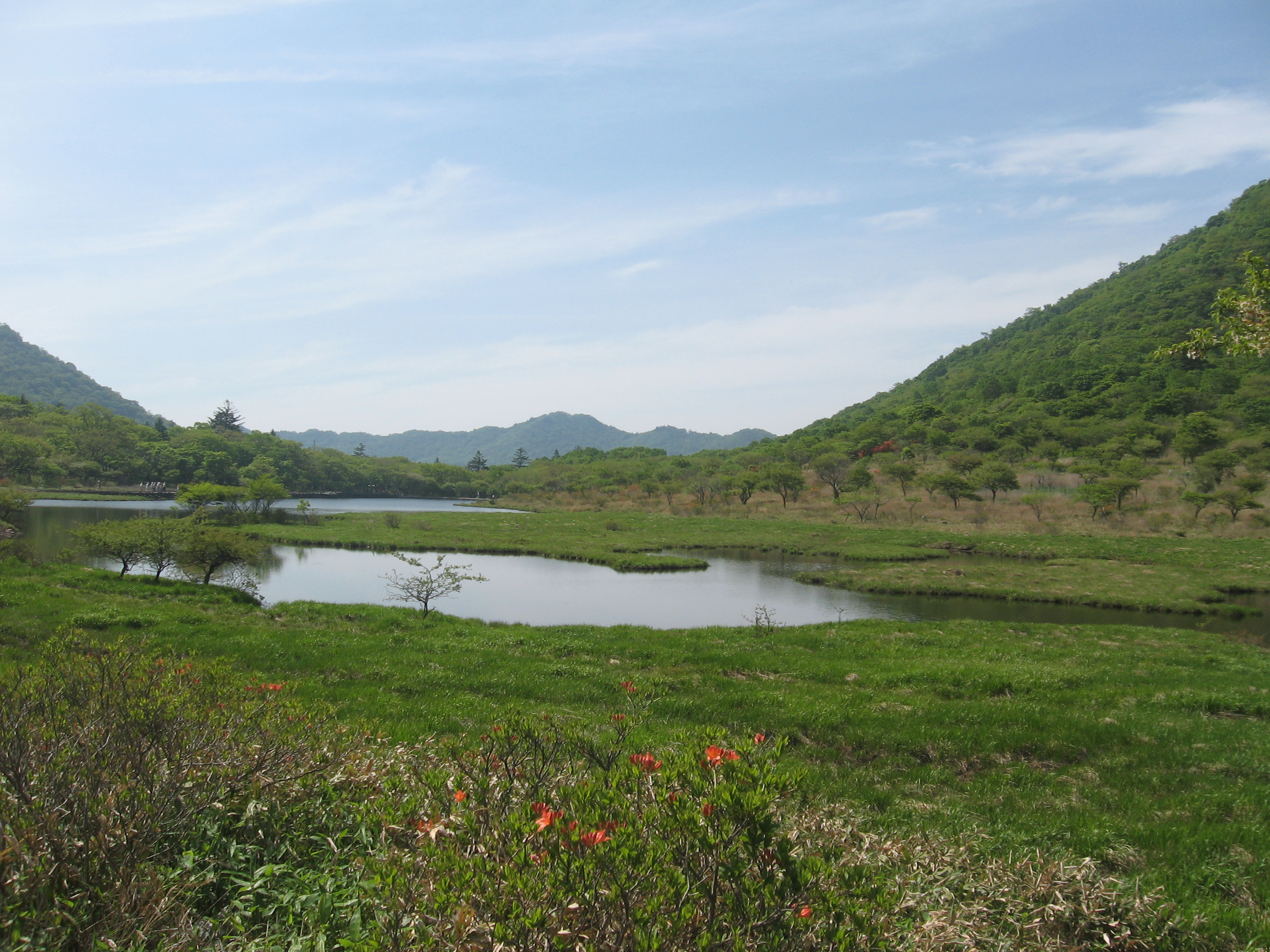
覚満淵

### 観光自然
- 大沼
- 小沼
- 覚満淵
- 不動大滝
- 赤城温泉郷

### 観光施設
- 赤城公園ビジターセンター
- 赤城山総合観光案内所・新坂平売店（前・群馬県エネルギー資料館）
- 赤城神社 - 山頂・山麓にある神社
- 赤城山スキー場
- 白樺牧場
- サントリービア・バーベキューホール（赤城登山鉄道・赤城山頂駅跡）

### 登山道
複数の山頂に登るため登山コースがいくつかある。
- 黒檜山・駒ヶ岳へのコース
  - 大沼湖畔から2つの登山口があり、尾根を通り駒ヶ岳山頂および黒檜山へ行ける。ただし、黒檜山頂手前で大沼から登る道と駒ヶ岳への分岐がある。大沼の黒檜側登山口・黒檜間は1時間半ほど、黒檜から駒ヶ岳までと駒ヶ岳から大沼駒ヶ岳側登山口まではそれぞれ1時間弱である。
- 鈴ヶ岳へのコース
  - 大沼の西にある白樺牧場の駐車場に登山口があり、鍬柄山を経ておよそ1時間で鈴ヶ岳山頂へ至る。山頂は行き止まりで同じ道を戻ることになる。
- 鍋割山・荒山コース
- 長七郎山・小地蔵コース

など

## 交通

### バス
- 路線バス（関越交通）
  - 前橋駅発
    - 赤城ビジターセンター行（6 - 10月以外は、富士見温泉で乗換）
    - 富士見温泉行（南面）
    - 赤城青年の家行（南面）
- 路線バス（東武鉄道、廃線） - 東武の群馬撤退により廃止され、前橋発の3路線は関越交通に引き継がれ上記の行き先へ変更された。
  - 前橋駅発
    - 赤城山大洞行
    - 赤城青年の家行
    - 畜産試験場行

  - 桐生駅発
    - 利平茶屋行（わたらせ渓谷鐵道水沼駅経由）

### 連絡道路
カルデラ内への連絡道路
- 群馬県道4号前橋赤城線 - 「まえばし赤城山ヒルクライム大会」のコース
- 群馬県道251号沼田赤城線（赤城北面道路） - 沼田市利根町砂川（旧有料道路料金所）から前橋市富士見町赤城山（大沼周遊道路交差点）間は寒冷・積雪区間であり、冬期閉鎖となる
- 群馬県道16号大胡赤城線 - 赤城温泉 - 小沼間は寒冷・積雪区間であり、冬期閉鎖となる

### 鉄道
- 赤城登山鉄道（1967年に廃止） - 東武の路線バスの最終停車駅・利平茶屋駅から大沼湖畔にある赤城山頂駅までを運行していたケーブルカー。路線跡は登山道になっている。
- 赤城山ロープウェイ（1998年休止のち廃止） - 赤城登山鉄道が開業したロープウェイ。赤城大洞昇降場から赤城平駅をリフトで、地蔵岳展望台までをロープウェイで結んでいた。

## 赤城山にちなむ名前
艦船の名前

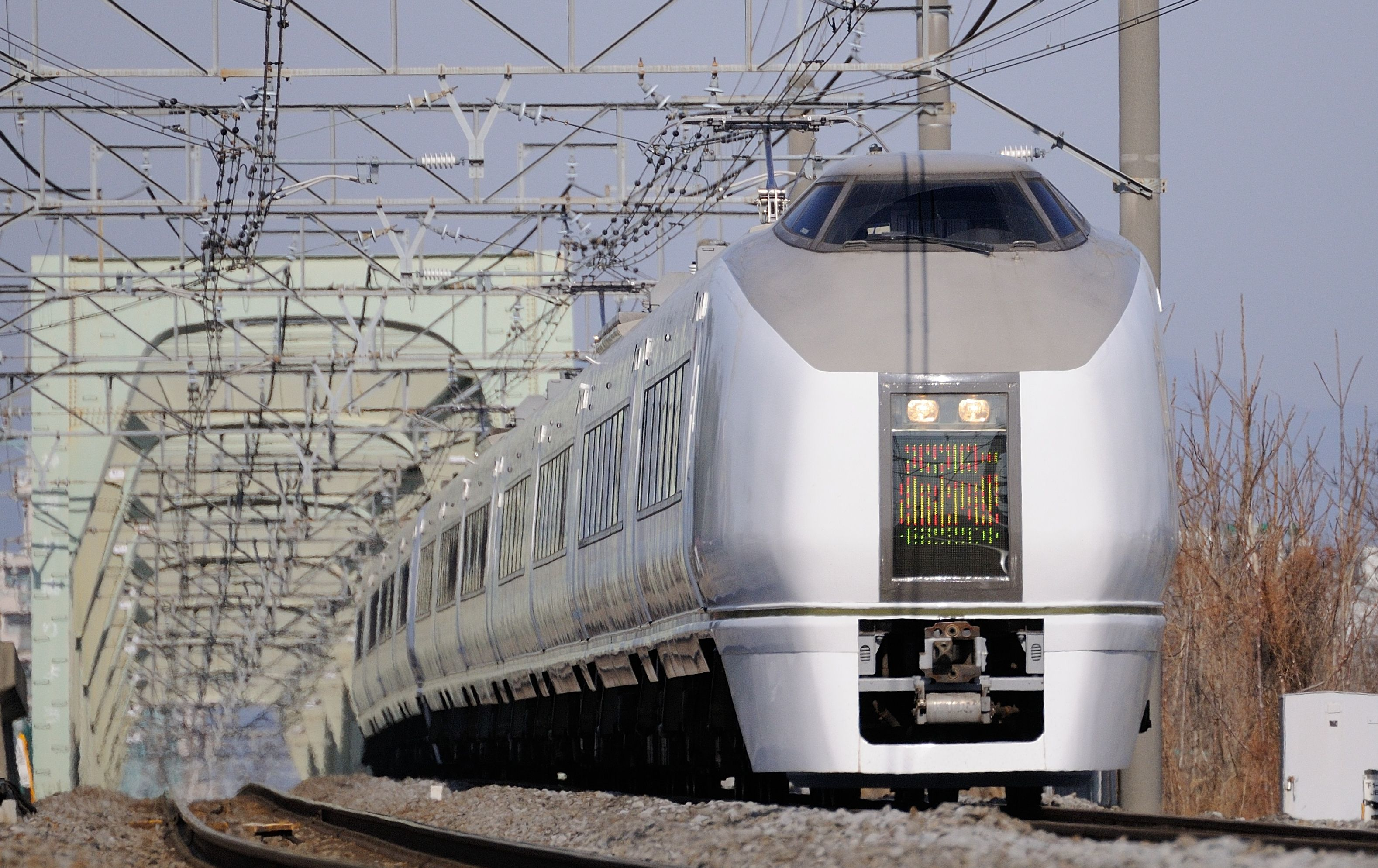
高崎線を走る特急スワローあかぎ

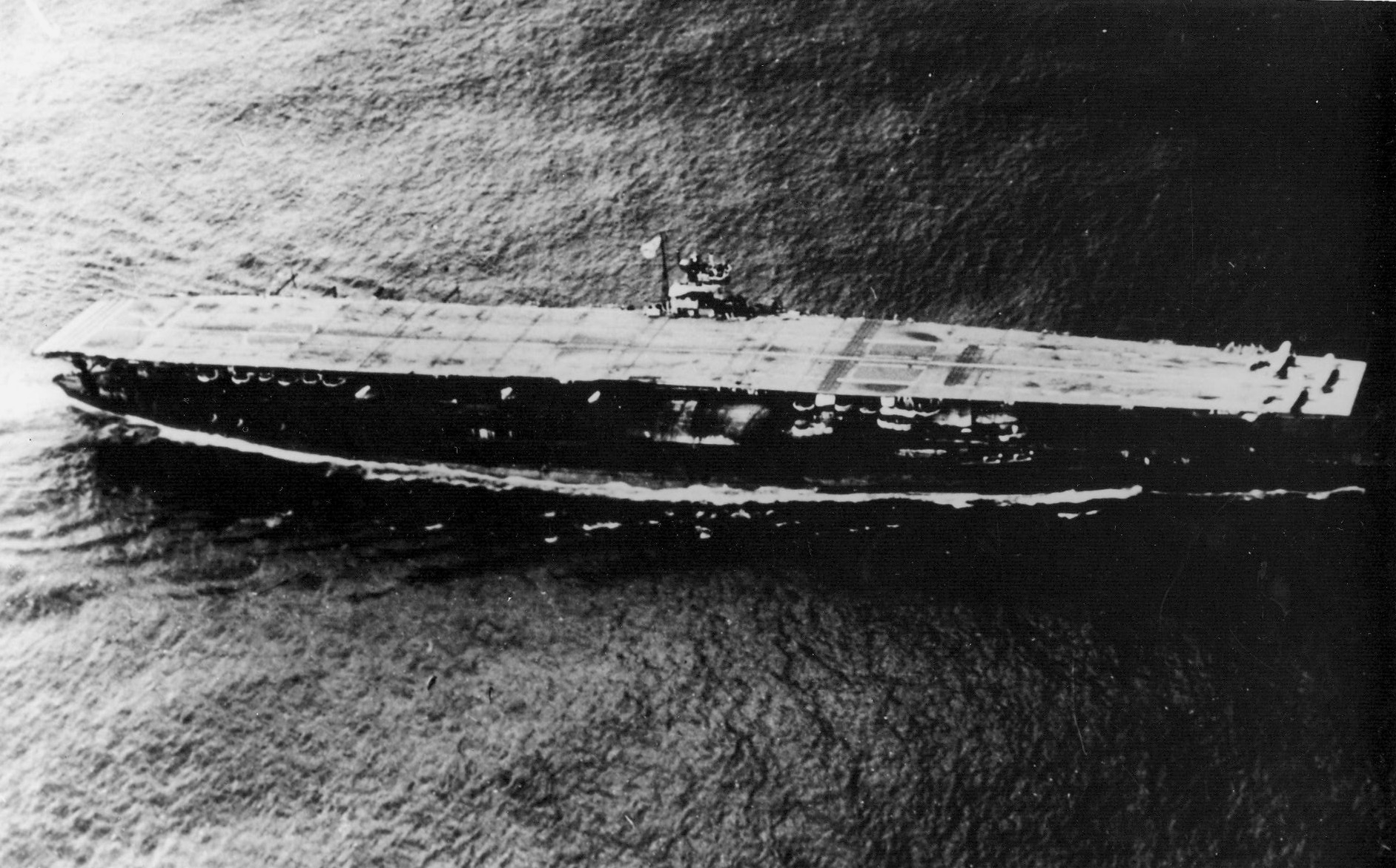
空母・赤城

- 大日本帝国海軍の摩耶型砲艦の4番艦「赤城」
- 大日本帝国海軍の航空母艦「赤城」
- 海上保安庁のびざん型巡視船の10番船「あかぎ」(第三管区海上保安本部茨城海上保安部所属)
- 商船三井のばら積み貨物船「AKAGISAN」

鉄道の駅名及び車両名
- みどり市にある上毛電気鉄道上毛線と東武鉄道桐生線の駅「赤城駅」
- JR東日本が運行する特急列車「あかぎ」
- JR東日本が保有していた団体列車「くつろぎ」用客車1号車の愛称
- 東武鉄道が運行していた急行列車「あかぎ」
- 流鉄が運行している列車のうち1編成の名前

企業名
- 氷菓『ガリガリ君』を製造しているメーカー「赤城乳業」
- カリカリ梅の開発メーカーである「赤城フーズ[31]」

スポーツ
- 第38回国民体育大会の名称「あかぎ国体」
- 藤岡市出身の力士「赤城山晃」
- 沼田市出身の力士「栃赤城雅男」

その他
- 群馬県のご当地女性アイドルグループ「あかぎ団」
- 群馬県内の小学校における運動会の組分け「赤城団」[注釈 8]
- 赤城山南麓など群馬県内で見られる建築様式「赤城型民家」
- その他、「赤城山」で始まるページの一覧も参照

## 赤城山に関する作品

### 歌謡曲
東海林太郎『赤城の子守唄』
東海林太郎『名月赤城山』
東海林太郎『さらば赤城よ』
島津亜矢『赤城山』
大江裕『赤城恋しや』

### 歌のクリップ
FIELD OF VIEW『冬のバラード』

### アニメ
ジュエルペット きら☆デコッ!
メインキャラであるキラデコ5メンバーのリーダー赤城烈と弟の緑の過去の因縁にまつわる事件の舞台となっている。また、この事が原因で緑が烈を嫌いになった。

### ドライブコースとして赤城山が登場する作品
- 漫画・アニメ・ゲーム『頭文字D』：公道レースを行う集団「赤城レッドサンズ」のレース拠点。
- ゲーム『アウトモデリスタ』
- ゲーム『バトルギア』シリーズ
- ゲーム『街道バトル2 CHAIN REACTION』、『KAIDO-峠の伝説-』：劇中のサーキットとして登場する。

## 関連画像

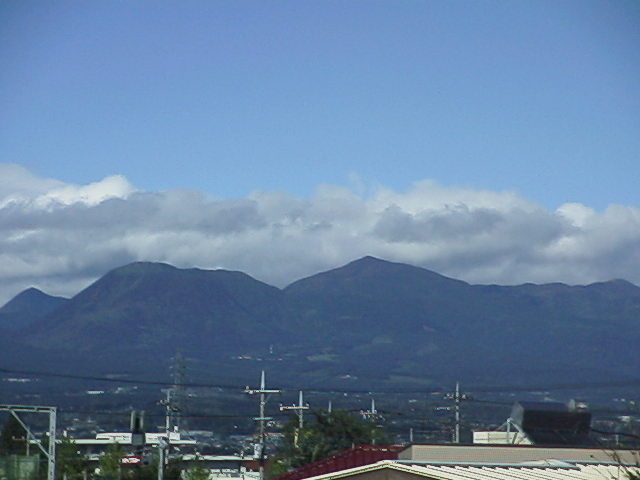
前橋市から見た赤城山
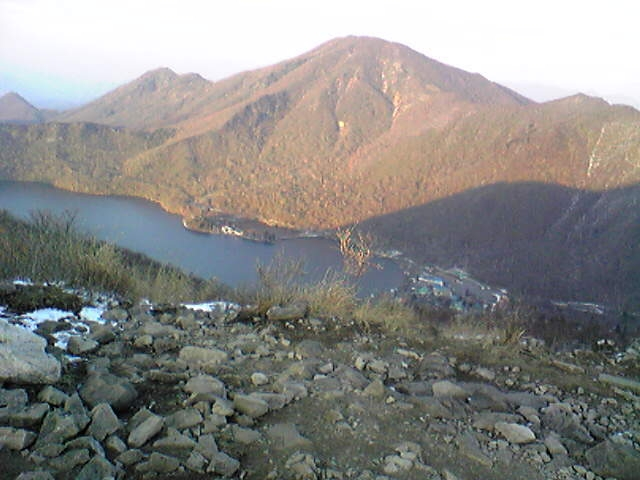
地蔵岳から見た黒檜山
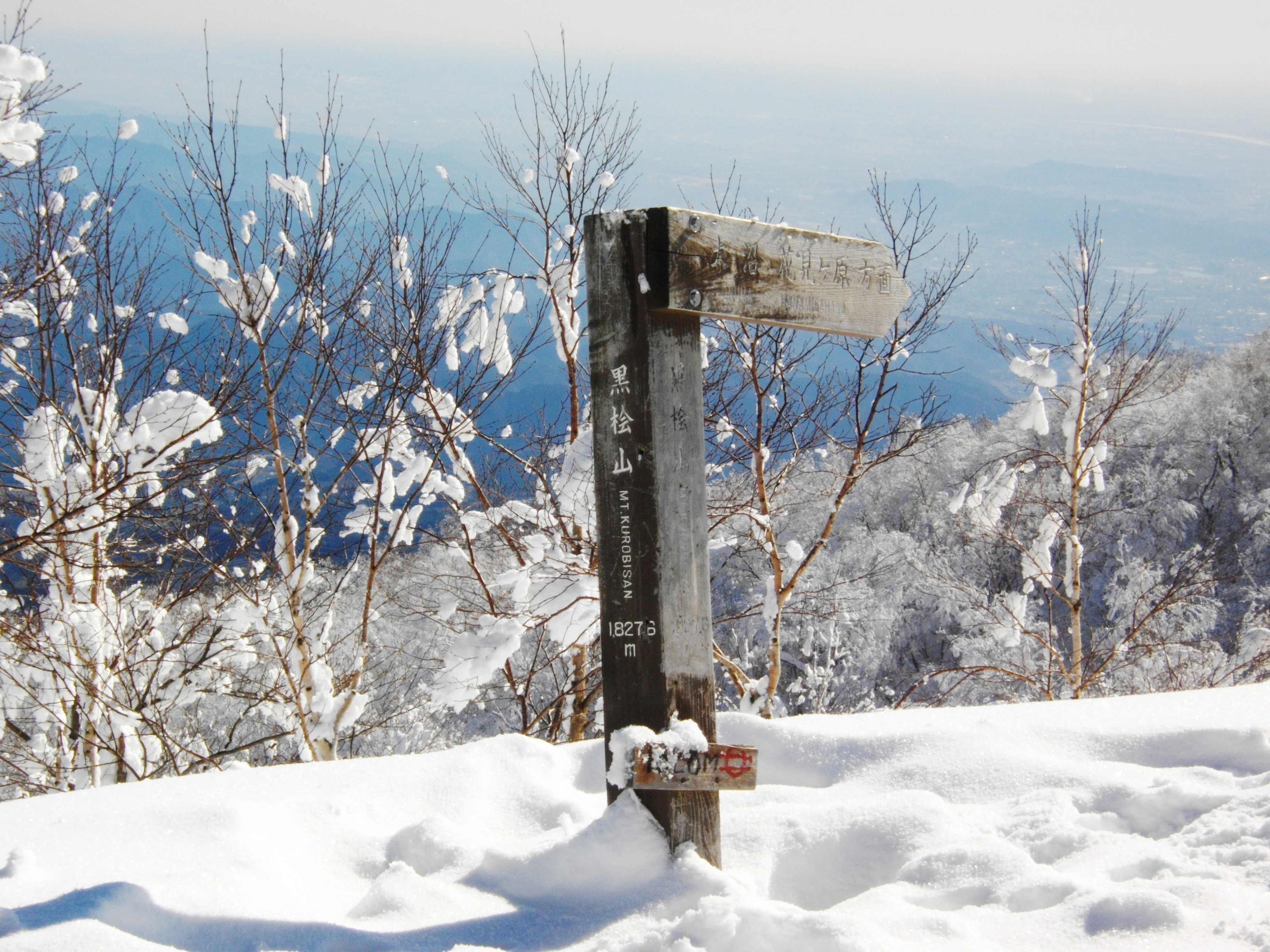
黒檜山頂上の一風景
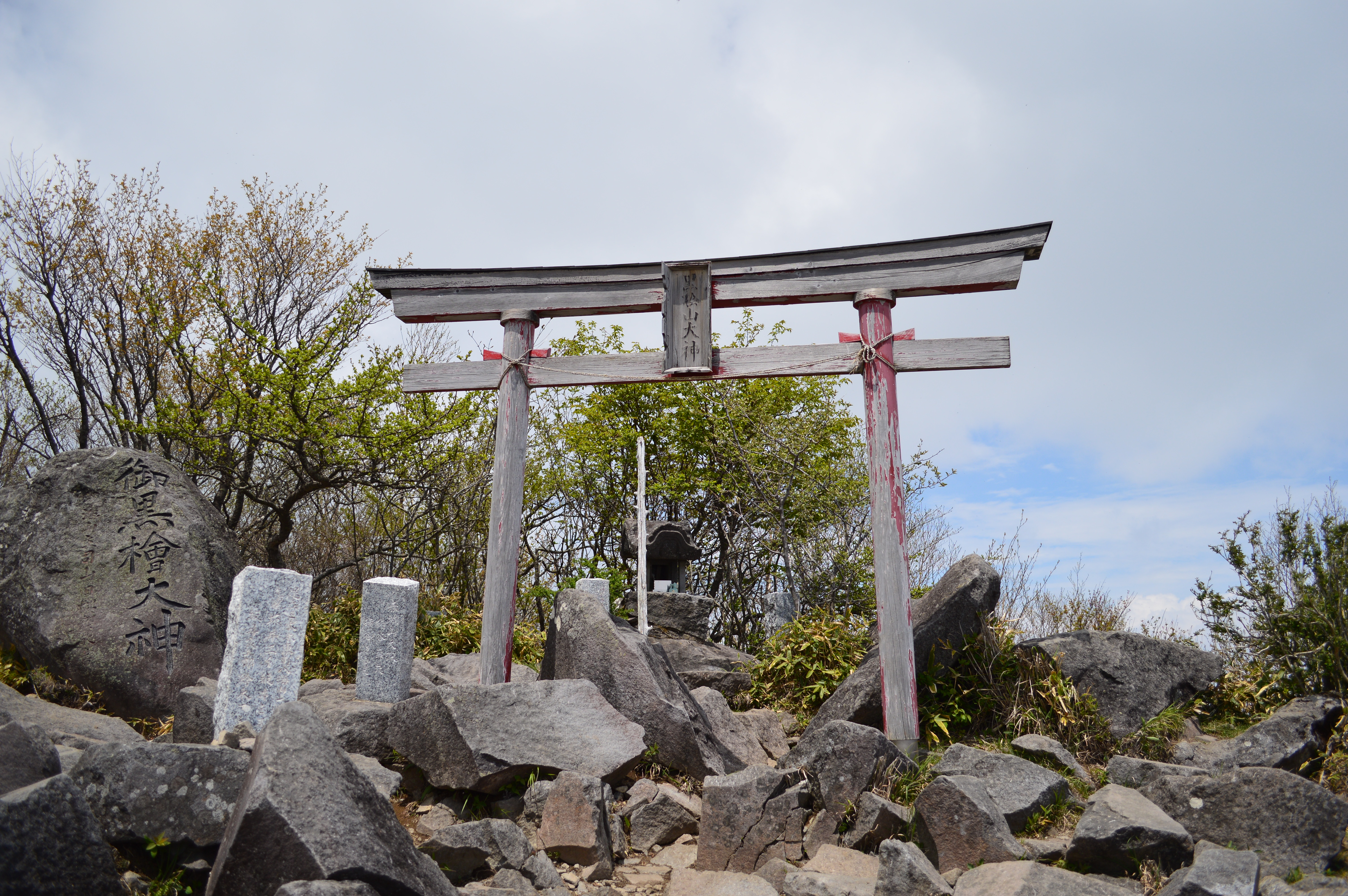
黒檜大神神社
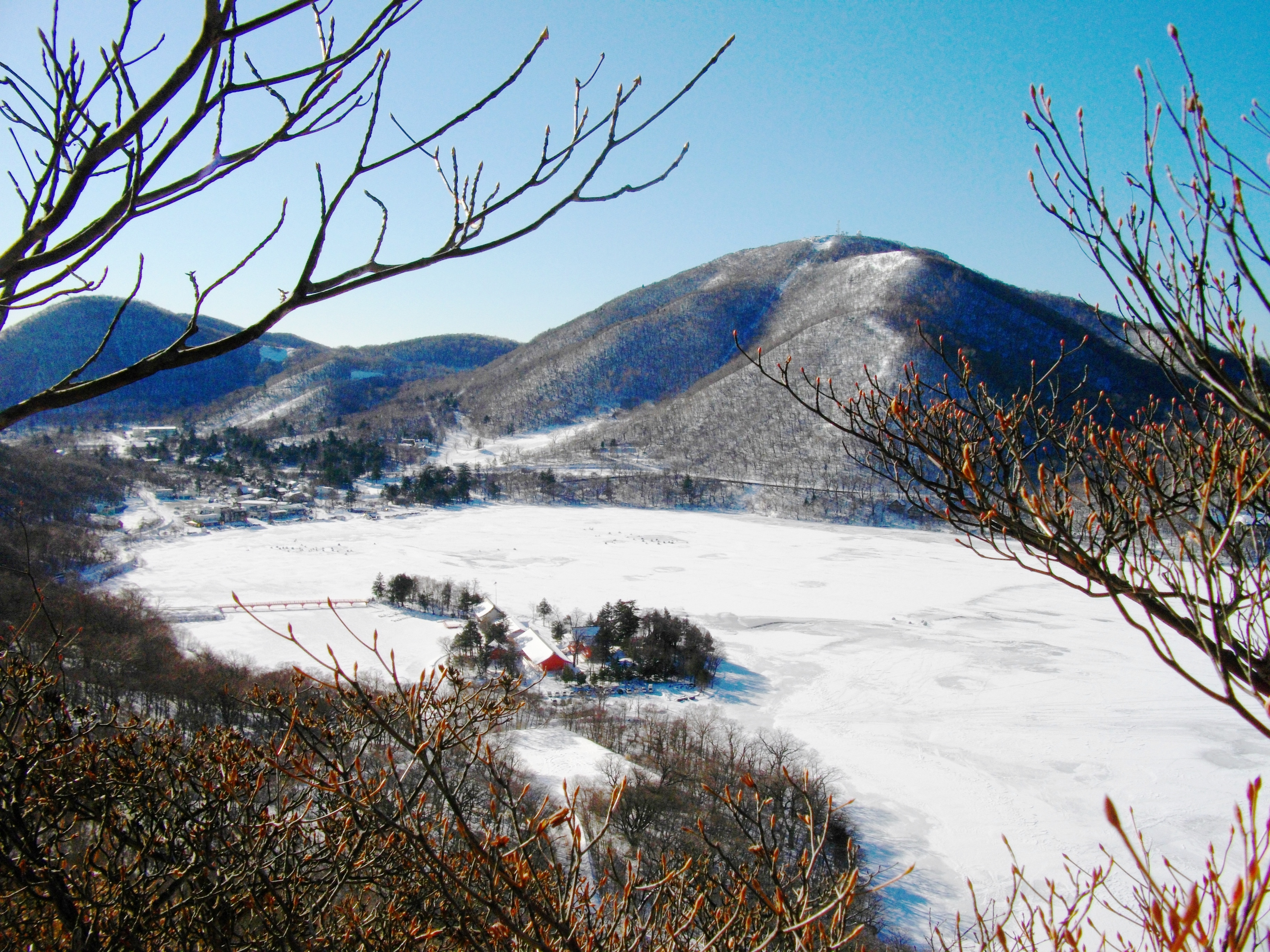
黒檜山中腹から見た大沼と地蔵山
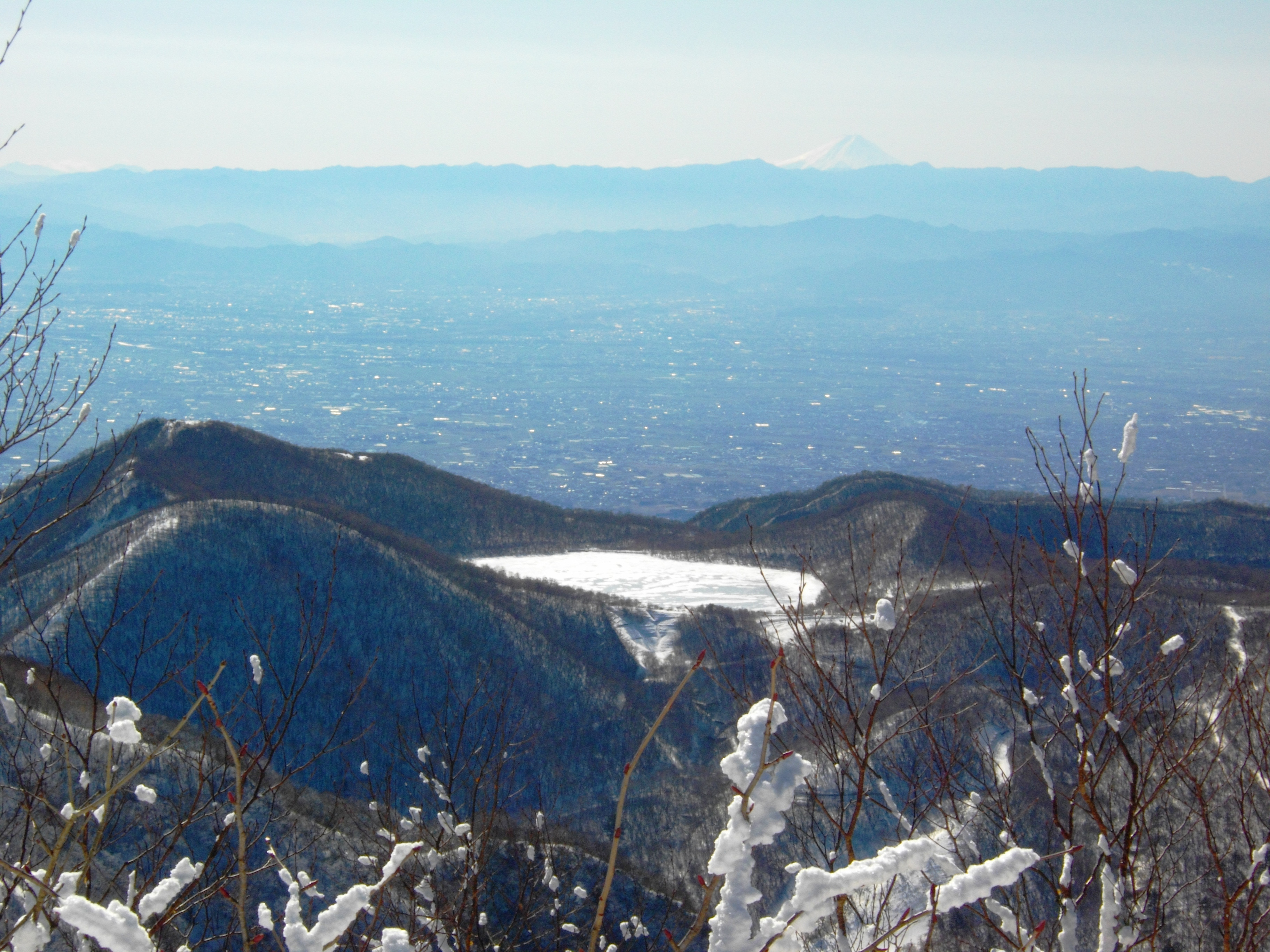
黒檜山中腹から見た小沼と富士山
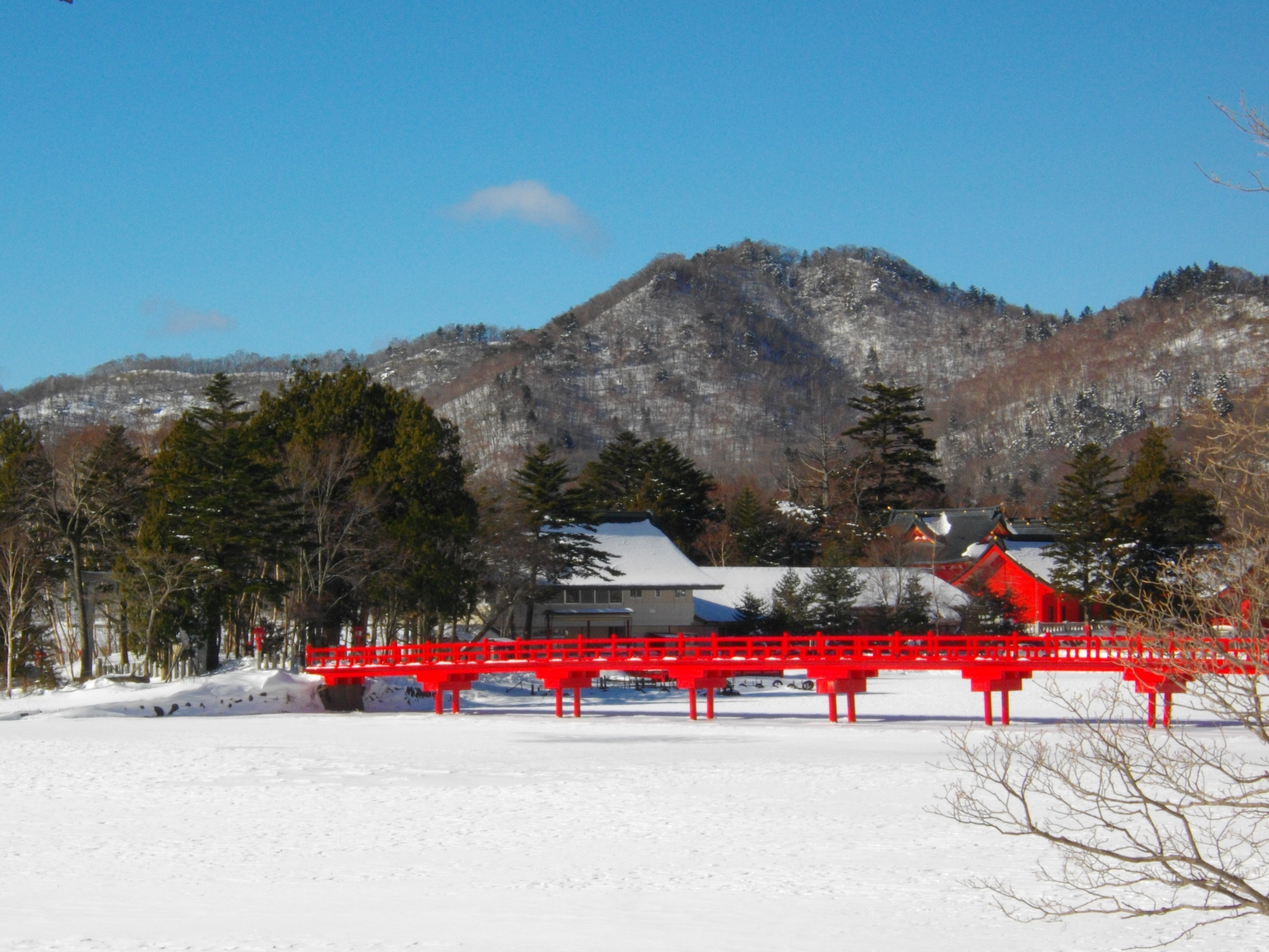
氷結した大沼上の赤城神社
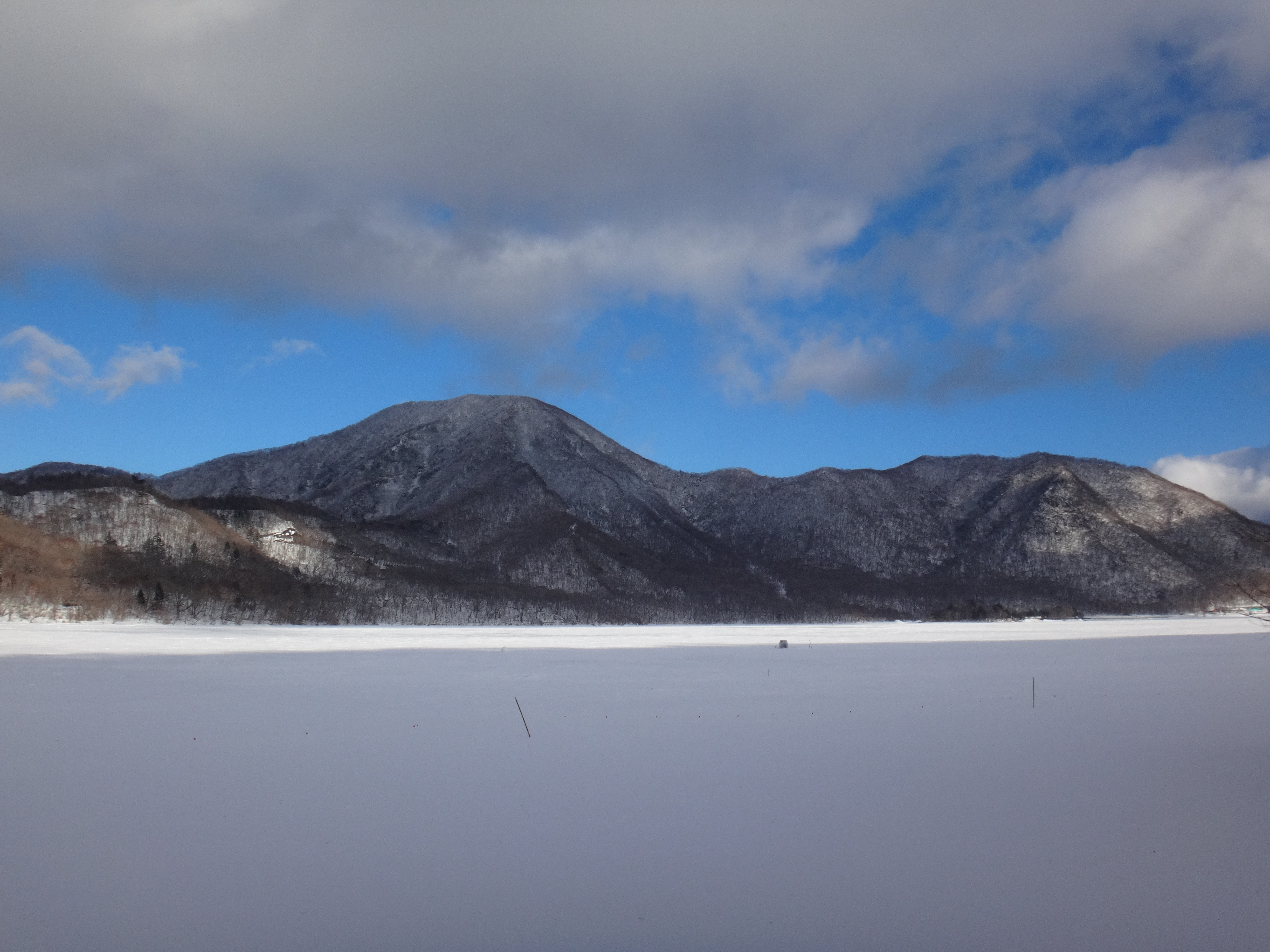
大沼越しの黒檜山・駒ヶ岳
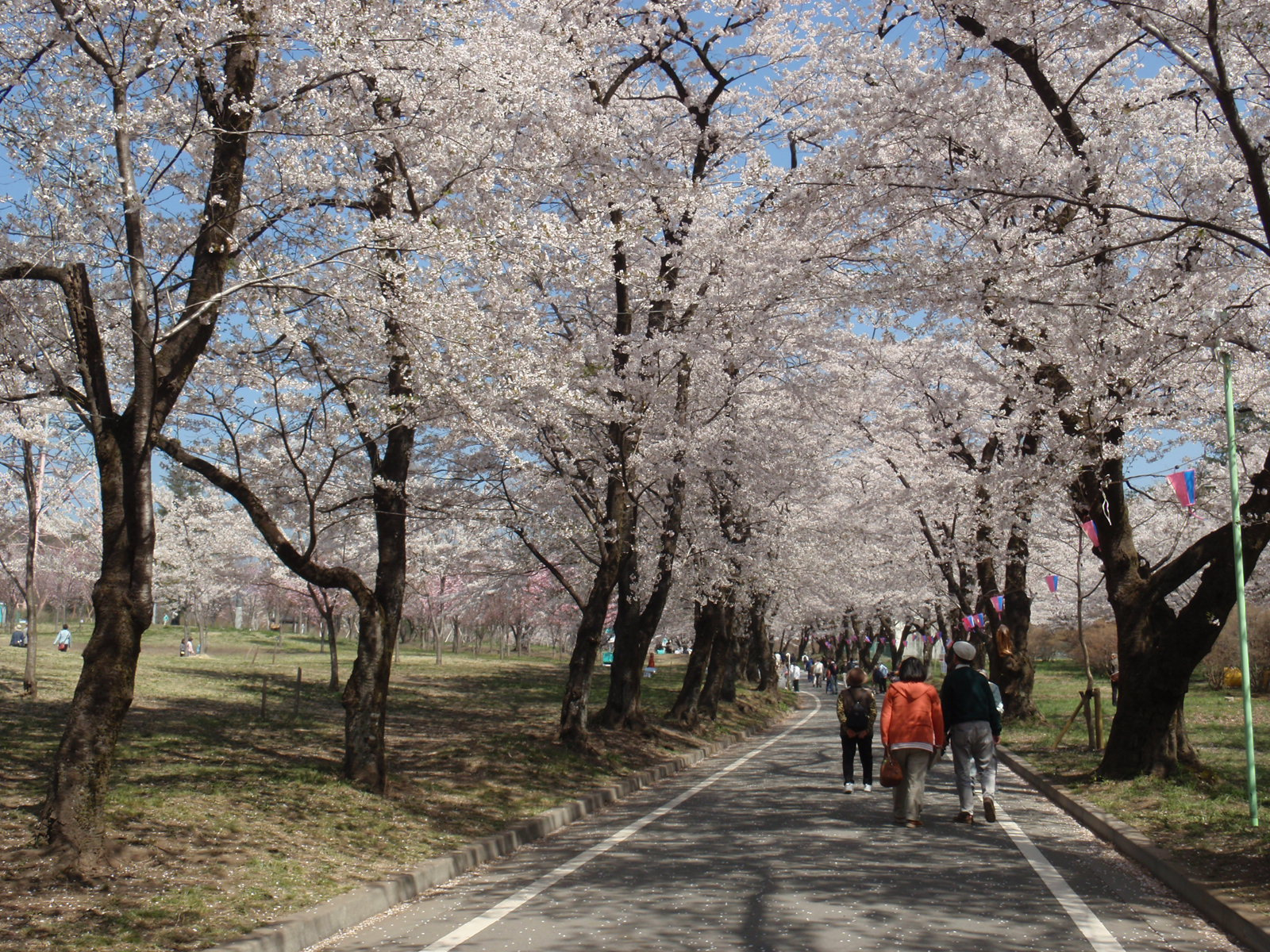
赤城南面千本桜（日本さくら名所100選）
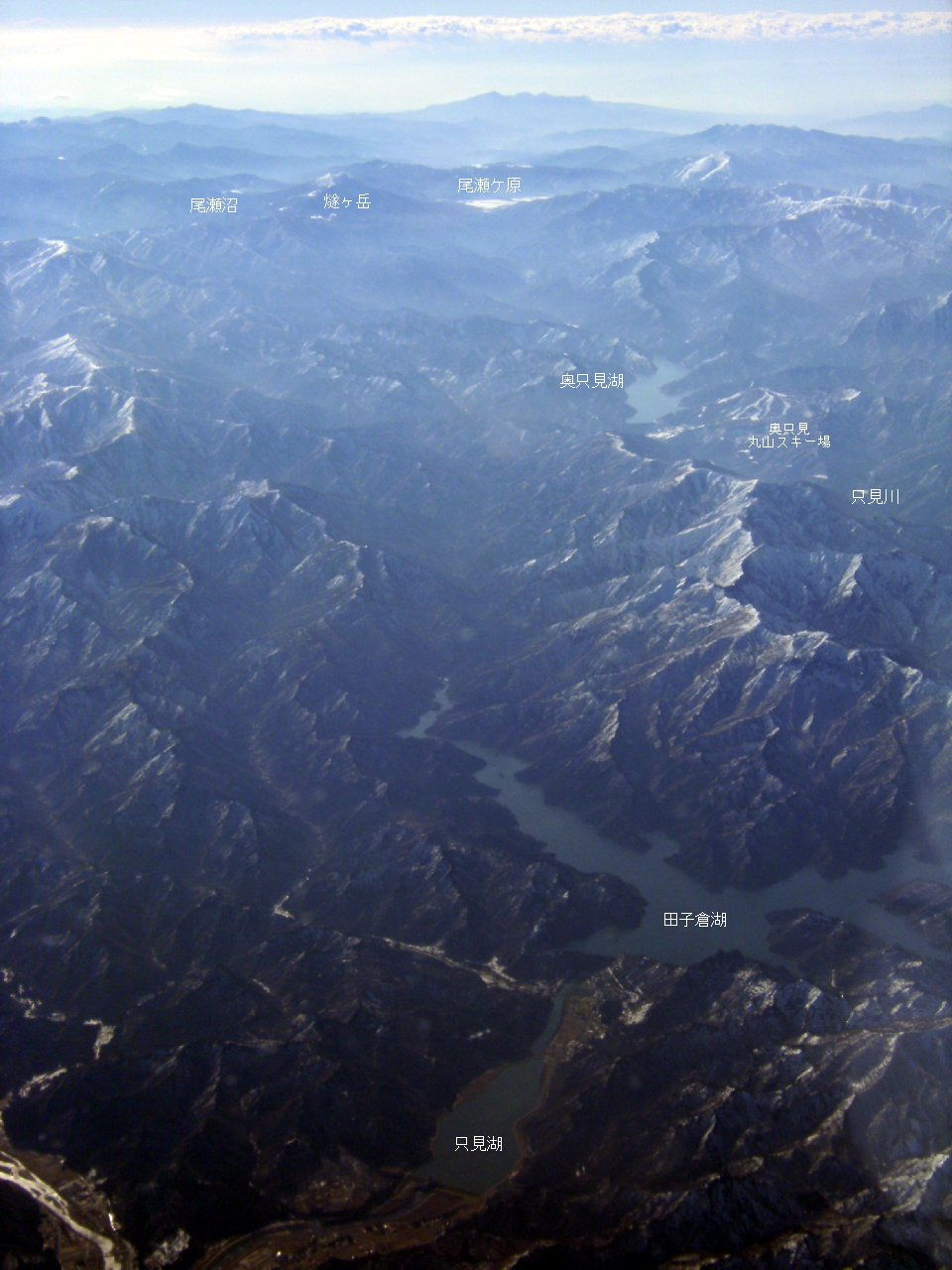
尾瀬越しに臨む赤城山